# IC 4025
IC 4025 ist eine elliptische Galaxie vom Hubble-Typ E? im Sternbild Coma Berenices am Nordsternhimmel, die schätzungsweise 1094 Millionen Lichtjahre von der Milchstraße entfernt ist.
Das Objekt wurde am 27. Januar 1904 von Max Wolf entdeckt.